# Vício por jogos eletrônicos
Vício por jogos electrónicos (português europeu) ou vício por jogos eletrônicos (português brasileiro) (do inglês: video game addiction), é uma interação extrema ou compulsiva entre um ser humano e console de videogame e/ou um computador, para jogos, bem como interferência desta interação extrema no dia-a-dia do indivíduo. 
São reportadas instâncias de usuários que jogam compulsivamente, se isolando da família, amigos e da vida social em geral, ainda correndo o risco de absorver uma lesão por esforço repetitivo.
Casos têm sido relatados em que os usuários jogam compulsivamente, isolando-se da família e amigos, ou de outras formas de contato social, e focam-se quase inteiramente em suas conquistas in-game em vez da vida real. Não havia diagnóstico formal de vício em videogame na literatura médica ou psicológica até o ano de 2017. Na 11ª Classificação Internacional de Doenças (CID), incluiu agora a condição como distúrbio em games, nesse documento a condição é descrita como um problema padrão de comportamento em viciados em games, o CID trás sinais, sintomas e códigos para que a doença seja detectada.
Um estudo financiado pelo governo da Coreia do Sul, em 2010, mostra que aproximadamente 18% da população com idades entre 9 e 39 anos sofrem de dependência de jogos online.
Um caso conhecido de vício ocorreu em 2012, quando um pai americano matou seu filho por atrapalhar sua partida de videogame.

## Possível desordem
Tanto a OMS (Organização Mundial da Saúde) quanto o CID consideram agora o vício em games uma doença que pode ser diagnosticada. Alguns acadêmicos sugerem que os efeitos (ou sintomas) do abuso de videogame são similares àqueles causados por outras desordens psicológicas e pode ser comparado, por exemplo, à doenças como ludopatia.